# Nullo Biaggi
Nullo Biaggi (Verolanuova, 11 gennaio 1917 – Verolanuova, 7 ottobre 1977) è stato un politico italiano.

## Biografia
Dopo aver conseguito la laurea in Economia e Commercio decise di intraprendere la carriera politica.
Fu deputato ininterrottamente dal 1953 al 1972 e senatore dal 1972 al 1976 per la Democrazia Cristiana.
Tra il 1960 ed il 1962 fu anche Sottosegretario di Stato  all'industria e al commercio dei governi Tambroni e Fanfani III.